# Saetia
Saetia — американський скримо-гурт із Нью-Йорку, заснований 1997 року. Назва гурту походить від неправильного написання «Saeta», назви пісні Майлза Девіса, з альбому Sketches of Pain. Не дивлячись на те, що більшу частину історії існування колективу він залишався маловідомим, наразі він вважається одним із найвідоміших представників скримо-сцени кінця 1990-их.

## Дискографія

#### Студійні альбоми
- Saetia (1998)

#### Збірники
- A Retrospective (2001)
- Collected (2016)